# Sebasticook and Moosehead Lake Railroad
Die Sebasticook and Moosehead Lake Railroad ist eine ehemalige Eisenbahngesellschaft in Maine (Vereinigte Staaten). Sie wurde am 24. Juli 1886 gegründet. Ihre einzige Strecke ist 24,1 Kilometer lang, normalspurig, und führt von Pittsfield, wo Anschluss an die Hauptstrecke der Maine Central Railroad bestand, nach Mainstream. Den Abschnitt bis Hartland eröffnete die Gesellschaft nach nur wenigen Monaten Bauzeit noch 1886. Es dauerte jedoch noch bis 1901, ehe die Strecke Pittsfield–Mainstream fertiggestellt werden konnte. Planungen für eine Weiterführung nach Elliotsville, Monson oder Greenville im Norden sowie nach Albion im Süden wurden nicht realisiert. Die Gesellschaft hatte mit finanziellen Problemen zu kämpfen und wurde schließlich am 1. Juli 1911 von der Maine Central Railroad aufgekauft. Diese verlängerte die Strecke kurze Zeit später um weitere vier Kilometer bis Harmony. Die Strecke ist heute stillgelegt und abgebaut.